# Kistolmács
Kistolmács is een plaats (község) en gemeente in het Hongaarse comitaat Zala. Kistolmács telt 179 inwoners (2001).